# Patrick Gleeson
Patrick Gleeson (* 9. November 1934) ist ein amerikanischer Musiker, der sowohl als Synthesizer-Pionier als auch als Filmkomponist und Musikproduzent hervorgetreten ist.

## Leben und Wirken
Gleeson erhielt ab dem Alter von sechs Jahren klassischen Klavierunterricht. Mit zehn Jahren begann er, Stücke von Mary Lou Williams zu spielen, und hörte die Platten von Art Tatum, Benny Goodman, Teddy Wilson und Lionel Hampton. Als sein Klavierlehrer ablehnte, dass er nebenbei auch Jazzunterricht durch einen anderen Pianisten, der Ernestine Anderson begleitete, erhalten könnte, gab er das Klavierspiel auf.
Nach dem Studium in Berkeley promovierte er über englische Literatur des 18. Jahrhunderts. Nach einem Aufenthalt an der University of Victoria unterrichtete er in San Francisco an der San Francisco State University. 1966 begann er, am Mills College mit elektronischer Musik zu experimentieren, wobei er einen Buchla-Synthesizer und andere Geräte verwendete. Auch begleitete er Filme von Kenneth Anger live. 1967 gab er seinen Lehrauftrag auf, um Vollzeitmusiker zu werden. Nachdem er 1968 Switched-On Bach von Wendy Carlos hörte, kaufte er einen Moog-Synthesizer. Bald erarbeitete für Jefferson Starship, Doctor Hook, Sammy Hagar, später auch für Journey Synthesizer-Passagen, die diese in ihren Aufnahmen einsetzten. Ein Jahr später konnte er das Aufnahmestudio Different Fur in San Francisco eröffnen.
Anfang der 1970er Jahre gelang es ihm, Herbie Hancock zu begeistern, für den er die Synthesizerklänge zu den Aufnahmen der Alben Crossings und Sextant schuf; er wurde Hancocks Synthesizerlehrer und schließlich Mitglied seiner Gruppe Mwandishi; er nahm an deren Tourneen teil und leistete Pionierarbeit beim Einsatz von Analog-Synthesizern als Live-Instrument.
Gleeson hat in der Folge mit vielen anderen Jazzmusikern zusammengearbeitet, darunter Julian Priester, Lenny White, Freddie Hubbard, Charles Earland, Bennie Maupin, Eddie und Joe Henderson. Er arbeitete auch als Produzent und Tontechniker an Devos Debütalbum Question: Are We Not Men? Answer: We Are Devo! das zum Teil bei Different Fur aufgenommen wurde. 1985 verkaufte er seine Anteile an Different Fur.
Gleeson verfolgte seit Mitte der 1970er Jahre eine Solokarriere und nahm eine Reihe von Alben unter eigenem Namen auf, beginnend mit Beyond the Sun – An Electronic Portrait of Holst’s »The Planets« im Jahr 1976, zu dem Wendy Carlos die Begleitung beisteuerte. Das Album wurde 1976 für einen Grammy in der Kategorie „Best Engineered Recording Classical“ nominiert. 1977 folgte das kommerziellere Album, Patrick Gleeson’s Star Wars. Er war an einer Reihe von Filmmusiken beteiligt, darunter Die Hunde sind los, Apocalypse Now, Crossroads (1976) und Das Schlafzimmerfenster. Er hat neun Fernsehserien vertont, darunter Knots Landing.
2017 beendete Gleeson seine Tätigkeit für Film und Fernsehen. Sowohl als Solokünstler als auch im Trio mit Michael Shrieve und Sam Morrison kehrte er auf die Bühne zurück. Er ist auch auf Alben von Stomu Yamashta (Crossing the Line), Brian Auger und der Combo San Francisco Express (Getting It Together) zu hören.

## Diskographische Hinweise
- 1976 – Beyond the Sun – An Electronic Portrait of Holst’s ›The Planets‹ (Mercury)
- 1977 – Patrick Gleeson’s Star Wars (Mercury)
- 1980 – Rainbow Delta (Passport Records)
- 1982 – The Plague Dogs (Original Soundtrack) (CBS)
- 1982 – Patrick Gleeson'’s Computer Realization of Vivaldi’s The Four Seasons (Varèse Sarabande)
- 1986 – Ewoks (1985–1987)
- 1986 – Michael Shrieve & Patrick Gleeson: The Bedroom Window (Original Motion Picture Soundtrack) (Varèse Sarabande)
- 1998 – Bennie Maupin, Patrick Gleeson: Driving While Black (Intuition Records)
- 2007 – Slide (Electronic Musical Industries, mit Marc Russo, Joan Jeanrenaud, Peter Manau)
- 2008 – Patrick Gleeson / Jim Lang: Jazz Criminal (mit Bennie Maupin, Wallace Roney)
- 2019 – Moogfest Live 2019
- 2021 – Fourever